# Vietnamská vlajka

Vietnamská vlajka
Poměr stran: 2:3

Vietnamská válečná vlajka
Poměr stran: 2:3

Vietnamská námořní válečná vlajka
Poměr stran: 2:3

Vlajka Vietnamu je tvořena červeným listem o poměru stran 2:3 se žlutou pěticípou hvězdou uprostřed. Hvězda je vepsaná v pomyslné kružnici o průměru ⅗ šířky vlajky.
Hvězda symbolizuje jednotu lidu a budování socialismu. Pět cípů hvězdy představuje pět hlavních tříd ve vietnamské společnosti, které tvoří intelektuálové, rolníci, dělníci, obchodníci a vojáci. Má funkci hvězdy červené, ale protože je list vlajky červený, byla pro ni zvolená žlutá barva (červená a žlutá jsou oblíbené barvy v této části světa). Barva listu znamená revoluci a krev prolitou za svobodu země.
Vlajka se používala od roku 1945 v různých obměnách jako symbol boje proti Francouzům, ale vznikla už okolo roku 1940. Hvězda měla do roku 1955 plnější tvar. Od té doby má dnešní podobu.

Rozměry vietnamské vlajky

## Historie

Severovietnamská vlajka (1945–1955) Poměr stran: 2:3
Severovietnamská vlajka (1955–1976) Současná vietnamská vlajka (od roku 1976) Poměr stran: 2:3
Rozměry jihovietnamské vlajky (1948–1975)
Jihovietnamská vlajka (1975–1976) Poměr stran: 2:3
Jihovietnamská válečná vlajka (1955–1975) Poměr stran: 2:3

## Vlajka vietnamského prezidenta
Vietnamský prezident neužívá vlastní vlajku. V minulosti ale takováto vlajka existovala. Naposledy se užívala v Jižním Vietnamu (Vietnamská republika).

Vlajka vietnamského prezidenta (1955–1963) Poměr stran: 11:16
Vlajka vietnamského prezidenta (1963–1975) Poměr stran: 11:16